# Ich bin Du
Ich bin Du (ted. Io sono te) è il primo singolo della band tedesca OOMPH!, estratto dal loro primo album omonimo. La copertina mostra una figura dipinta in tinte di nero, dai lineamenti sfumati, su sfondo bianco

## Tracce
1. Ich bin Du (Clubber Mix)
2. Me Inside You (Inside Mix)
3. Ich bin Du (Single Version)